# Dinetus
Dinetus,  biljni rod iz porodice slakovki smješten u tribus Cardiochlamydeae, dio potporodice Convolvuloideae. Pripada mu 8 vrsta penjačica, uglavnom polugrmovi, rjeđe jednogodišnje bilje, rasprostranjene po Aziji, od Indije do Kine i tropske Azije
Rod je opisan u The British Flower Garden,. .. 2:, pl. 127. 1825[1825].

## Vrste
1. Dinetus decorus (W.W.Sm.) Staples
2. Dinetus dinetoides (C.K.Schneid.) Staples
3. Dinetus duclouxii (Gagnep. & Courchet) Staples
4. Dinetus grandiflorus (Wall.) Staples
5. Dinetus malabaricus (C.B.Clarke) Staples
6. Dinetus racemosus (Roxb.) Sweet; jednogodišnja
7. Dinetus rhombicarpus Staples
8. Dinetus truncatus (Kurz) Staples; jednopgodišnja